# Laramie
Laramie je město v okresu Albany County ve státě Wyoming ve Spojených státech amerických. Jedná se o čtvrté největší město ve státě po městech Cheyenne, Casper a Gillette. Nachází se západně od největší města ve Wyomingu Cheyenne a zároveň je vzdáleno asi 40 kilometrů od státní hranice Wyomingu a státu Colorado. 
K roku 2020 zde žilo 31 407 obyvatel. S celkovou rozlohou 48 km² byla hustota zalidnění 701 obyvatel na km². Nachází se v nadmořské výšce asi 2 200 m n. m. Město je mimo jiné sídlem Univerzity ve Wyomingu.